# 조지프 뱅크스

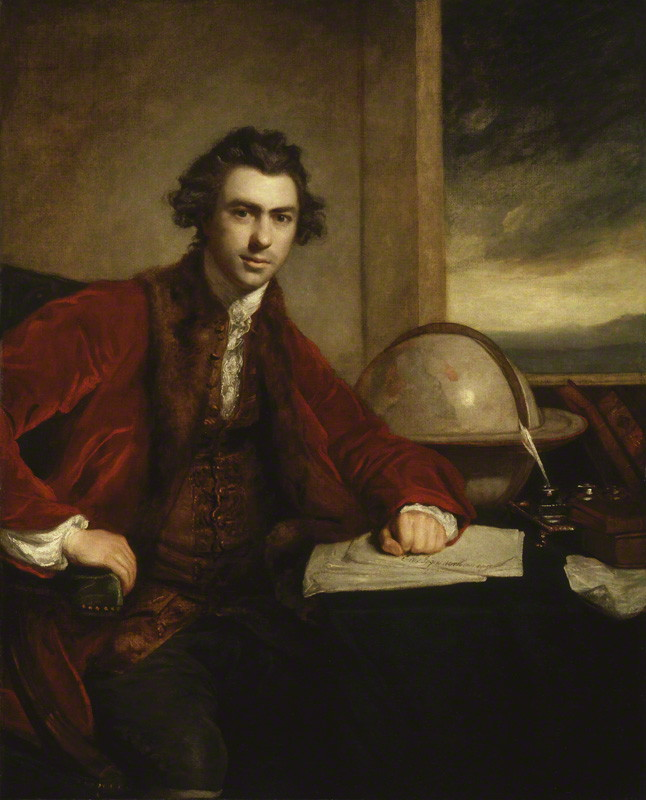
조지프 뱅크스

제1대 준남작 조지프 뱅크스 경(Sir Joseph Banks, 1st Baronet, 1743년 2월 24일 ~ 1820년 6월 19일)은 잉글랜드의 박물학자, 식물학자이자 자연과학 후원자이다.
뱅크스는 1766년 뉴펀들랜드 래브라도로 자연사 원정항해를 떠나 처음 이름을 알렸다. 그는 제임스 쿡 선장의 제1차 항해(1768년 ~ 1771년)에도 참여하여 브라질, 타히티, 뉴질랜드, 오스트레일리아를 돌아다녔고 귀환한 뒤 즉시 명성을 얻었다. 그는 41년 이상 왕립학회 회장직을 유지했으며, 조지 3세의 식물학 고문으로 지냈다. 그는 호주의 동쪽 해변을 기록했다.

## 같이 보기
- 프리메이슨 목록
- 오스트레일리아의 역사